# سباق سيراتزيت تشالنج 2022
سباق سيراتزيت تشالنج 2022 (بالإسبانية: Ceratizit Challenge by La Vuelta 2022)‏ هو سباق دراجات هوائية من فئة  1.1، وهو الموسم الثامن من سباق سيراتزيت تشالنج، وأقيم خلال الفترة من 7 سبتمبر 2022، وحتى 11 سبتمبر 2022 ضمن سباقات طواف العالم للدراجات للسيدات 2022، وشارك فيه  131 متسابقاً ووصل إلى نهايته  106 متسابقاً.
فاز بالمركز الأول، وتصدر تصنيف طواف العالم أنيميك فان فليوتن، وفاز بالمركز الثاني إليسا ونغو بورغيني، وفاز بالمركز الثالث ديمي فوليرينغ، وفاز في ترتيب النقاط Silvia Persico ‏، وفاز في تصنيف القتال مارغريتا فيكتوريا غارسيا، وفاز في ترتيب الفرق Team SD Worx 2022 ‏، وفاز في تصنيف الجبال لوسيندا براند.

## الفرق
| فرق سيدات عالمية (14)- Liv AlUla Jayco ‏ - كانيون–إس آر إيه إم ريسينغ 2022 ‏ - EF Education–Tibco–SVB ‏ - FDJ–Suez ‏ - رالي سايكلنج 2022 ‏ - جامبو فيسما للسيدات 2022 ‏ - ليف ريسينغ 2022 ‏ - موفيستار للسيدات 2022 ‏ - فريق رولان كوجياس إديلويس 2022 ‏ - فريق سنويب للسيدات 2022 ‏ - إس دي وركس 2022 ‏ - Lidl–Trek (women's team) ‏ - يو أي أيه تيم 2022 ‏ - فريق أونو إكس برو للدراجات للسيدات 2022 ‏ فرق دراجات قارية سيدات (8)- بيزكايا دورانجو 2022 ‏ - Ceratizit Pro Cycling ‏ - كوب هايتك بوردكتس 2022 ‏ - لابورال كوتكسا-فونداسيون يوسكادي 2022 ‏ - ماسي تكتيك 2022 ‏ - ريو مييرا-كانتابريا ديبورتي 2022 ‏ - سولتيك 2022 ‏ - فالكار ترافل سيرفس 2022 ‏ |  |
| |  |

## المراحل
| قائمة المراحل | قائمة المراحل | قائمة المراحل                           | قائمة المراحل               | قائمة المراحل | قائمة المراحل             | قائمة المراحل      |
| المرحلة       | التاريخ       | الدورة                                  |                             | المسافة (كم)  | الفائز بالمرحلة           | القائد العام       |
| ------------- | ------------- | --------------------------------------- | --------------------------- | ------------- | ------------------------- | ------------------ |
| المرحلة 1     | 7 سبتمبر      | مارينا دي سوديو – مارينا دي سوديو       | سباق الطريق ضد الساعة للفرق | 19٫9          | Lidl–Trek (women's team) ‏ | إليسا ونغو بورغيني |
| المرحلة 2     | 8 سبتمبر      | كوليندريس – كوليندريس                   | مرحلة جبلية متوسطة          | 105٫9         | أنيميك فان فليوتن         | أنيميك فان فليوتن  |
| المرحلة 3     | 9 سبتمبر      | كامارجو، كانتابريا – Aguilar de Campoo ‏ | مرحلة مستوية                | 96٫4          | غريس براون                | أنيميك فان فليوتن  |
| المرحلة 4     | 10 سبتمبر     | بالنثيا – شقوبية                        | مرحلة مستوية                | 160٫4         | Silvia Persico ‏           | أنيميك فان فليوتن  |
| المرحلة 5     | 11 سبتمبر     | مدريد – مدريد                           | مرحلة مستوية                | 95٫7          | إليسا بالسامو             | أنيميك فان فليوتن  |

## النتيجة

### مرحلة 1
هي مرحلة من نوع سباق الزمن على الطريق للفرق، أقيمت في 7 سبتمبر 2022، وامتدّت لمسافة 19.9 كيلومتر. فاز بالمركز الأول، وتصدر ترتيب الفرق Trek-Segafredo Women 2022 ‏، وفاز بالمركز الثاني 2022 Team BikeExchange Women ‏، وفاز بالمركز الثالث 2022 FDJ Nouvelle Aquitaine Futuroscope ‏، وتصدر الترتيب العام في نهاية المرحلة إليسا ونغو بورغيني، وتصدر تصنيف القتال Mercedes Carmona Ramos ‏، وتصدر ترتيب النقاط Elynor Bäckstedt ‏، وتصدر ترتيب التسلق شيرين فان أنروي.
| التصنيف العام         | التصنيف العام        | التصنيف العام             | التصنيف العام | التصنيف العام |
| المتسابقة             | المتسابقة            | الفريق                    | الوقت         |               |
| --------------------- | -------------------- | ------------------------- | ------------- | ------------- |
| 1                     | إليسا ونغو بورغيني   | Lidl–Trek (women's team) ‏ | 23 د 31 ث     |               |
| 2                     | Elynor Bäckstedt ‏    | Lidl–Trek (women's team) ‏ | + 0 ث         |               |
| 3                     | شيرين فان أنروي      | Lidl–Trek (women's team) ‏ | + 0 ث         |               |
| 4                     | إليسا بالسامو        | Lidl–Trek (women's team) ‏ | + 0 ث         |               |
| 5                     | جورجيا وليامز        | Liv AlUla Jayco ‏          | + 6 ث         |               |
| 6                     | Alexandra Manly ‏     | Liv AlUla Jayco ‏          | + 6 ث         |               |
| 7                     | كريستين فولكنر       | Liv AlUla Jayco ‏          | + 6 ث         |               |
| 8                     | أني سانستيبان        | Liv AlUla Jayco ‏          | + 6 ث         |               |
| 9                     | Ruby Roseman-Gannon ‏ | Liv AlUla Jayco ‏          | + 6 ث         |               |
| 10                    | غريس براون           | FDJ–Suez ‏                 | + 11 ث        |               |
|                       |                      |                           |               |               |
| مصدر: ProCyclingStats |                      |                           |               |               |

### مرحلة 2
هي مرحلة جبلية متوسطة، أقيمت في 8 سبتمبر 2022، وامتدّت لمسافة 105.9 كيلومتر. فاز بالمركز الأول، وتصدر ترتيب النقاط والترتيب العام في نهاية المرحلة أنيميك فان فليوتن، وتصدر ترتيب الفرق Canyon-SRAM Racing 2022 ‏، وتصدر تصنيف القتال سارة روي، وتصدر ترتيب التسلق لوسيندا براند.
| التصنيف العام         | التصنيف العام       | التصنيف العام             | التصنيف العام | التصنيف العام |
| المتسابقة             | المتسابقة           | الفريق                    | الوقت         |               |
| --------------------- | ------------------- | ------------------------- | ------------- | ------------- |
| 1                     | أنيميك فان فليوتن   | موفيستار للسيدات ‏         | 3 س 20 د 16 ث |               |
| 2                     | إليسا ونغو بورغيني  | Lidl–Trek (women's team) ‏ | + 1 د 55 ث    |               |
| 3                     | ديمي فوليرينغ       | إس دي وركس ‏               | + 2 د 24 ث    |               |
| 4                     | أني سانستيبان       | Liv AlUla Jayco ‏          | + 2 د 41 ث    |               |
| 5                     | ليان ليبرت          | فريق سنويب للسيدات ‏       | + 2 د 41 ث    |               |
| 6                     | سيسيلي أوتوب لودفيغ | FDJ–Suez ‏                 | + 2 د 46 ث    |               |
| 7                     | Anna Shackley ‏      | إس دي وركس ‏               | + 2 د 58 ث    |               |
| 8                     | جولييت لابوس        | فريق سنويب للسيدات ‏       | + 3 د 19 ث    |               |
| 9                     | برودي شابمان        | FDJ–Suez ‏                 | + 3 د 32 ث    |               |
| 10                    | Elise Chabbey ‏      | كانيون–إس آر إيه إم ‏      | + 3 د 34 ث    |               |
|                       |                     |                           |               |               |
| مصدر: ProCyclingStats |                     |                           |               |               |

### مرحلة 3
هي مرحلة مستوية، أقيمت في 9 سبتمبر 2022، وامتدّت لمسافة 96.4 كيلومتر. فاز بالمركز الأول غريس براون، وتصدر الترتيب العام في نهاية المرحلة وترتيب النقاط أنيميك فان فليوتن، وتصدر ترتيب الفرق Team SD Worx 2022 ‏، وتصدر تصنيف القتال مارغريتا فيكتوريا غارسيا، وتصدر ترتيب التسلق لوسيندا براند.
| التصنيف العام         | التصنيف العام       | التصنيف العام             | التصنيف العام | التصنيف العام |
| المتسابقة             | المتسابقة           | الفريق                    | الوقت         |               |
| --------------------- | ------------------- | ------------------------- | ------------- | ------------- |
| 1                     | أنيميك فان فليوتن   | موفيستار للسيدات ‏         | 5 س 49 د 01 ث |               |
| 2                     | إليسا ونغو بورغيني  | Lidl–Trek (women's team) ‏ | + 1 د 55 ث    |               |
| 3                     | ديمي فوليرينغ       | إس دي وركس ‏               | + 2 د 24 ث    |               |
| 4                     | أني سانستيبان       | Liv AlUla Jayco ‏          | + 2 د 41 ث    |               |
| 5                     | ليان ليبرت          | فريق سنويب للسيدات ‏       | + 2 د 41 ث    |               |
| 6                     | سيسيلي أوتوب لودفيغ | FDJ–Suez ‏                 | + 2 د 46 ث    |               |
| 7                     | Anna Shackley ‏      | إس دي وركس ‏               | + 2 د 58 ث    |               |
| 8                     | جولييت لابوس        | فريق سنويب للسيدات ‏       | + 3 د 19 ث    |               |
| 9                     | Elise Chabbey ‏      | كانيون–إس آر إيه إم ‏      | + 3 د 20 ث    |               |
| 10                    | برودي شابمان        | FDJ–Suez ‏                 | + 3 د 32 ث    |               |
|                       |                     |                           |               |               |
| مصدر: ProCyclingStats |                     |                           |               |               |

### مرحلة 4
هي مرحلة مستوية، أقيمت في 10 سبتمبر 2022، وامتدّت لمسافة 160.4 كيلومتر. فاز بالمركز الأول، وتصدر ترتيب النقاط Silvia Persico ‏، وتصدر الترتيب العام في نهاية المرحلة أنيميك فان فليوتن، وتصدر ترتيب الفرق Team SD Worx 2022 ‏، وتصدر تصنيف القتال آنا كيزنهوفر، وتصدر ترتيب التسلق لوسيندا براند.
| التصنيف العام         | التصنيف العام        | التصنيف العام             | التصنيف العام  | التصنيف العام |
| المتسابقة             | المتسابقة            | الفريق                    | الوقت          |               |
| --------------------- | -------------------- | ------------------------- | -------------- | ------------- |
| 1                     | أنيميك فان فليوتن    | موفيستار للسيدات ‏         | 10 س 00 د 02 ث |               |
| 2                     | إليسا ونغو بورغيني   | Lidl–Trek (women's team) ‏ | + 1 د 51 ث     |               |
| 3                     | ديمي فوليرينغ        | إس دي وركس ‏               | + 2 د 18 ث     |               |
| 4                     | ليان ليبرت           | فريق سنويب للسيدات ‏       | + 2 د 41 ث     |               |
| 5                     | سيسيلي أوتوب لودفيغ  | FDJ–Suez ‏                 | + 2 د 50 ث     |               |
| 6                     | أني سانستيبان        | Liv AlUla Jayco ‏          | + 3 د 03 ث     |               |
| 7                     | Anna Shackley ‏       | إس دي وركس ‏               | + 3 د 14 ث     |               |
| 8                     | جولييت لابوس         | فريق سنويب للسيدات ‏       | + 3 د 35 ث     |               |
| 9                     | Elise Chabbey ‏       | كانيون–إس آر إيه إم ‏      | + 3 د 36 ث     |               |
| 10                    | Katarzyna Niewiadoma | كانيون–إس آر إيه إم ‏      | + 3 د 45 ث     |               |
|                       |                      |                           |                |               |
| مصدر: ProCyclingStats |                      |                           |                |               |

### مرحلة 5
هي مرحلة مستوية، أقيمت في 11 سبتمبر 2022، وامتدّت لمسافة 95.7 كيلومتر. فاز بالمركز الأول إليسا بالسامو، وتصدر الترتيب العام في نهاية المرحلة أنيميك فان فليوتن، وتصدر ترتيب الفرق Team SD Worx 2022 ‏، وتصدر ترتيب النقاط Silvia Persico ‏، وتصدر تصنيف القتال مارغريتا فيكتوريا غارسيا، وتصدر ترتيب التسلق لوسيندا براند.
| التصنيف العام         | التصنيف العام        | التصنيف العام             | التصنيف العام  | التصنيف العام |
| المتسابقة             | المتسابقة            | الفريق                    | الوقت          |               |
| --------------------- | -------------------- | ------------------------- | -------------- | ------------- |
| 1                     | أنيميك فان فليوتن    | موفيستار للسيدات ‏         | 12 س 21 د 46 ث |               |
| 2                     | إليسا ونغو بورغيني   | Lidl–Trek (women's team) ‏ | + 1 د 44 ث     |               |
| 3                     | ديمي فوليرينغ        | إس دي وركس ‏               | + 2 د 11 ث     |               |
| 4                     | ليان ليبرت           | فريق سنويب للسيدات ‏       | + 2 د 34 ث     |               |
| 5                     | سيسيلي أوتوب لودفيغ  | FDJ–Suez ‏                 | + 2 د 43 ث     |               |
| 6                     | أني سانستيبان        | Liv AlUla Jayco ‏          | + 3 د 03 ث     |               |
| 7                     | Anna Shackley ‏       | إس دي وركس ‏               | + 3 د 07 ث     |               |
| 8                     | Elise Chabbey ‏       | كانيون–إس آر إيه إم ‏      | + 3 د 29 ث     |               |
| 9                     | جولييت لابوس         | فريق سنويب للسيدات ‏       | + 3 د 35 ث     |               |
| 10                    | Katarzyna Niewiadoma | كانيون–إس آر إيه إم ‏      | + 3 د 38 ث     |               |
|                       |                      |                           |                |               |
| مصدر: ProCyclingStats |                      |                           |                |               |

## المشاركون
| موفيستار للسيدات ‏ MOV | موفيستار للسيدات ‏ MOV | موفيستار للسيدات ‏ MOV |
| --------------------- | --------------------- | --------------------- |
| م                     | عداء                  | مرتبة                 |
| 1                     | أنيميك فان فليوتن     | 1                     |
| 2                     | Katrine Aalerud ‏      | 42                    |
| 3                     | أود بيانيك            | 77                    |
| 4                     | سارا مارتين           | 33                    |
| 5                     | Emma Norsgaard        | 88                    |
| 6                     | أرلينيس سيرا (طريق)   | 16                    |

| إس دي وركس ‏ SDW | إس دي وركس ‏ SDW     | إس دي وركس ‏ SDW |
| --------------- | ------------------- | --------------- |
| م               | عداء                | مرتبة           |
| 11              | ديمي فوليرينغ       | 3               |
| 12              | Niamh Fisher-Black ‏ | 18              |
| 13              | لوت كوبيكي          | 21              |
| 14              | مارلين رويسر        | 29              |
| 15              | Anna Shackley ‏      | 7               |
| 16              | Blanka Vas ‏ (طريق)  | 28              |

| Lidl–Trek (women's team) ‏ TFS | Lidl–Trek (women's team) ‏ TFS | Lidl–Trek (women's team) ‏ TFS |
| ----------------------------- | ----------------------------- | ----------------------------- |
| م                             | عداء                          | مرتبة                         |
| 21                            | إليسا بالسامو (طريق)          | 30                            |
| 22                            | Elynor Bäckstedt ‏             | لم يبدأ-3                     |
| 23                            | لوسيندا براند                 | 57                            |
| 24                            | أمالي ديديريكسن               | 94                            |
| 25                            | إليسا ونغو بورغيني            | 2                             |
| 26                            | شيرين فان أنروي               | 26                            |

| FDJ–Suez ‏ FSF | FDJ–Suez ‏ FSF              | FDJ–Suez ‏ FSF  |
| ------------- | -------------------------- | -------------- |
| م             | عداء                       | مرتبة          |
| 31            | سيسيلي أوتوب لودفيغ (طريق) | 5              |
| 32            | غريس براون                 | لم يكمل السباق |
| 33            | برودي شابمان               | 11             |
| 34            | Vittoria Guazzini ‏         | 40             |
| 35            | Marie Le Net ‏              | 64             |
| 36            | Évita Muzic ‏               | 43             |

| فريق سنويب للسيدات ‏ DSM | فريق سنويب للسيدات ‏ DSM | فريق سنويب للسيدات ‏ DSM |
| ----------------------- | ----------------------- | ----------------------- |
| م                       | عداء                    | مرتبة                   |
| 41                      | جولييت لابوس            | 9                       |
| 42                      | Francesca Barale ‏       | 41                      |
| 43                      | Léa Curinier ‏           | لم يكمل السباق          |
| 44                      | Megan Jastrab ‏          | 93                      |
| 45                      | ليان ليبرت (طريق)       | 4                       |
| 46                      | فلورتجي ماكايج          | 23                      |

| كانيون–إس آر إيه إم ‏ CSR | كانيون–إس آر إيه إم ‏ CSR | كانيون–إس آر إيه إم ‏ CSR |
| ------------------------ | ------------------------ | ------------------------ |
| م                        | عداء                     | مرتبة                    |
| 51                       | كاتارزينا نيفيادوما      | 10                       |
| 52                       | ألينا أمياليوسيك         | لم يبدأ-2                |
| 53                       | Elise Chabbey ‏           | 8                        |
| 54                       | Mikayla Harvey ‏          | 82                       |
| 55                       | Pauliena Rooijakkers ‏    | 25                       |
| 56                       | سارة روي                 | 51                       |

| يو أي أيه تيم ‏ UAD | يو أي أيه تيم ‏ UAD              | يو أي أيه تيم ‏ UAD |
| ------------------ | ------------------------------- | ------------------ |
| م                  | عداء                            | مرتبة              |
| 61                 | مارغريتا فيكتوريا غارسيا (طريق) | 13                 |
| 62                 | مارتا باستيانيلي                | 48                 |
| 63                 | صوفيا بيرتيزولو                 | 24                 |
| 64                 | Maaike Boogaard ‏                | 65                 |
| 65                 | Laura Tomasi ‏                   | 50                 |
| 66                 | صوفي رايت                       | 32                 |

| جامبو فيسما للسيدات ‏ TJV | جامبو فيسما للسيدات ‏ TJV | جامبو فيسما للسيدات ‏ TJV |
| ------------------------ | ------------------------ | ------------------------ |
| م                        | عداء                     | مرتبة                    |
| 71                       | أنوسكا كوستر             | 22                       |
| 72                       | كارلين آختيريكته         | 63                       |
| 73                       | Amber Kraak ‏             | 17                       |
| 74                       | Linda Riedmann ‏          | 78                       |
| 75                       | Aafke Soet ‏              | لم يبدأ-2                |
| 76                       | Karlijn Swinkels ‏        | لم يبدأ-2                |

| Liv AlUla Jayco ‏ BEX | Liv AlUla Jayco ‏ BEX | Liv AlUla Jayco ‏ BEX |
| -------------------- | -------------------- | -------------------- |
| م                    | عداء                 | مرتبة                |
| 81                   | أني سانستيبان        | 6                    |
| 82                   | Teniel Campbell ‏     | 92                   |
| 83                   | كريستين فولكنر       | لم يكمل السباق       |
| 84                   | Alexandra Manly ‏     | 15                   |
| 85                   | Ruby Roseman-Gannon ‏ | 44                   |
| 86                   | جورجيا وليامز        | 31                   |

| فالكار سيلانس ‏ VAL | فالكار سيلانس ‏ VAL     | فالكار سيلانس ‏ VAL |
| ------------------ | ---------------------- | ------------------ |
| م                  | عداء                   | مرتبة              |
| 91                 | Silvia Persico ‏        | 12                 |
| 92                 | Olivia Baril ‏          | 66                 |
| 93                 | كيارا كونسوني          | 85                 |
| 94                 | Karolina Kumięga ‏      | 75                 |
| 95                 | Federica Piergiovanni ‏ | 49                 |
| 96                 | Elizabeth Stannard ‏    | 34                 |

| ليف ريسينغ ‏ LIV | ليف ريسينغ ‏ LIV          | ليف ريسينغ ‏ LIV |
| --------------- | ------------------------ | --------------- |
| م               | عداء                     | مرتبة           |
| 101             | Valerie Demey ‏           | 62              |
| 102             | ثاليتا دي جونج           | 72              |
| 103             | Marta Jaskulska ‏         | 68              |
| 104             | Tereza Neumanová ‏ (طريق) | 59              |
| 105             | Sabrina Stultiens ‏       | 71              |
| 106             | Quinty Ton ‏              | 55              |

| EF Education–Tibco–SVB ‏ TIB | EF Education–Tibco–SVB ‏ TIB | EF Education–Tibco–SVB ‏ TIB |
| --------------------------- | --------------------------- | --------------------------- |
| م                           | عداء                        | مرتبة                       |
| 111                         | Veronica Ewers ‏             | 14                          |
| 112                         | Letizia Borghesi ‏           | 46                          |
| 113                         | كريستابل دوبيل هيكوك        | لم يكمل السباق-2            |
| 114                         | Sara Poidevin ‏              | 90                          |
| 115                         | Omer Shapira ‏ (طريق)        | 53                          |
| 116                         | لورين ستيفنز                | 52                          |

| Ceratizit Pro Cycling ‏ WNT | Ceratizit Pro Cycling ‏ WNT | Ceratizit Pro Cycling ‏ WNT |
| -------------------------- | -------------------------- | -------------------------- |
| م                          | عداء                       | مرتبة                      |
| 121                        | Marta Lach ‏                | 47                         |
| 122                        | ساندرا ألونسو              | 45                         |
| 123                        | Laura Asencio ‏             | 37                         |
| 124                        | ماريا جوليا كونفالونيري    | 39                         |
| 125                        | حنا نيلسون                 | 86                         |
| 126                        | Lea Lin Teutenberg ‏        | 91                         |

| فريق كوجياس ميتلر لوك برو للدراجات ‏ CGS | فريق كوجياس ميتلر لوك برو للدراجات ‏ CGS | فريق كوجياس ميتلر لوك برو للدراجات ‏ CGS |
| --------------------------------------- | --------------------------------------- | --------------------------------------- |
| م                                       | عداء                                    | مرتبة                                   |
| 131                                     | Hannah Buch ‏                            | 102                                     |
| 132                                     | Ines Cantera‏                            | 89                                      |
| 133                                     | Léa Stern‏                               | لم يكمل السباق-2                        |
| 134                                     | Petra Stiasny ‏                          | لم يكمل السباق                          |
| 135                                     | Gabby Traxler ‏                          | 103                                     |

| تيم كوب هايتك بوردكتس ‏ HPU | تيم كوب هايتك بوردكتس ‏ HPU | تيم كوب هايتك بوردكتس ‏ HPU |
| -------------------------- | -------------------------- | -------------------------- |
| م                          | عداء                       | مرتبة                      |
| 141                        | Caroline Andersson ‏        | 76                         |
| 142                        | Ingvild Gåskjenn ‏          | 36                         |
| 143                        | Ane Iversen‏                | لم يكمل السباق             |
| 144                        | Josie Nelson ‏              | 35                         |
| 145                        | جيسيكا روبرتس              | لم يكمل السباق             |
| 146                        | Nicole Steigenga ‏          | 74                         |

| فريق أونو إكس برو للدراجات للسيدات ‏ UXT | فريق أونو إكس برو للدراجات للسيدات ‏ UXT | فريق أونو إكس برو للدراجات للسيدات ‏ UXT |
| --------------------------------------- | --------------------------------------- | --------------------------------------- |
| م                                       | عداء                                    | مرتبة                                   |
| 151                                     | Joss Lowden ‏                            | 27                                      |
| 152                                     | Marte Berg Edseth ‏                      | 70                                      |
| 153                                     | Julie Norman Leth ‏                      | 73                                      |
| 154                                     | هانا لودفيغ                             | 58                                      |
| 155                                     | Amalie Lutro ‏                           | 98                                      |
| 156                                     | Anne Dorthe Ysland ‏                     | 61                                      |

| رالي سايكلنج ‏ HPW | رالي سايكلنج ‏ HPW          | رالي سايكلنج ‏ HPW |
| ----------------- | -------------------------- | ----------------- |
| م                 | عداء                       | مرتبة             |
| 161               | Nina Buijsman ‏             | 54                |
| 162               | Antri Christoforou ‏ (طريق) | لم يكمل السباق-3  |
| 163               | Evy Kuijpers ‏              | 100               |
| 164               | Barbara Malcotti ‏          | 38                |
| 165               | Marit Raaijmakers ‏         | 56                |
| 166               | Eri Yonamine ‏              | 19                |

| ماسي تكتيك تيم للسيدات ‏ MAT | ماسي تكتيك تيم للسيدات ‏ MAT | ماسي تكتيك تيم للسيدات ‏ MAT |
| --------------------------- | --------------------------- | --------------------------- |
| م                           | عداء                        | مرتبة                       |
| 171                         | Aurela Nerlo ‏               | 83                          |
| 172                         | Maaike Coljé ‏               | لم يكمل السباق              |
| 173                         | Mireia Benito ‏              | لم يكمل السباق-2            |
| 174                         | Nathalie Eklund (cyclist) ‏  | لم يكمل السباق              |
| 175                         | Miryam Núñez ‏               | 60                          |
| 176                         | أندريا راميريز              | 81                          |

| بيزكايا دورانجو ‏ BDP | بيزكايا دورانجو ‏ BDP   | بيزكايا دورانجو ‏ BDP |
| -------------------- | ---------------------- | -------------------- |
| م                    | عداء                   | مرتبة                |
| 181                  | لوسيا غونزاليس بلانكو  | 84                   |
| 182                  | Daniela Campos ‏ (طريق) | 99                   |
| 183                  | Eukene Larrarte ‏       | 96                   |
| 184                  | Irene Mendez‏           | 67                   |
| 185                  | Aileen Schweikart ‏     | 69                   |
| 186                  | Catalina Soto ‏         | 87                   |

| Soltec Team ‏ STC | Soltec Team ‏ STC       | Soltec Team ‏ STC |
| ---------------- | ---------------------- | ---------------- |
| م                | عداء                   | مرتبة            |
| 191              | آنا كيزنهوفر           | 20               |
| 192              | Andrea Alzate‏          | 105              |
| 193              | Wendy Ducreux‏ (طريق)   | لم يكمل السباق-2 |
| 194              | Ana Vitória Magalhães ‏ | لم يكمل السباق   |
| 195              | Rocio Martin‏           | لم يكمل السباق-2 |
| 196              | Manuela Mureșan‏ (طريق) | 101              |

| لابورال كوتكسا-فونداسيون يوسكادي 2022 ‏ LKF | لابورال كوتكسا-فونداسيون يوسكادي 2022 ‏ LKF | لابورال كوتكسا-فونداسيون يوسكادي 2022 ‏ LKF |
| ------------------------------------------ | ------------------------------------------ | ------------------------------------------ |
| م                                          | عداء                                       | مرتبة                                      |
| 201                                        | Yurani Blanco ‏                             | 95                                         |
| 202                                        | تانيا كالفو                                | 106                                        |
| 203                                        | Idoia Eraso ‏                               | 80                                         |
| 204                                        | Ariana Gilabert ‏                           | لم يكمل السباق                             |
| 205                                        | Sandra Gutierrez‏                           | 104                                        |
| 206                                        | Usoa Ostolaza ‏                             | 79                                         |

| ريو مييرا-كانتابريا ديبورتي 2022 ‏ RMC | ريو مييرا-كانتابريا ديبورتي 2022 ‏ RMC | ريو مييرا-كانتابريا ديبورتي 2022 ‏ RMC |
| ------------------------------------- | ------------------------------------- | ------------------------------------- |
| م                                     | عداء                                  | مرتبة                                 |
| 211                                   | Carolina Esteban‏                      | لم يكمل السباق                        |
| 212                                   | Eva Anguela Yágüez ‏                   | لم يكمل السباق                        |
| 213                                   | Mercedes Carmona Ramos‏                | لم يبدأ-2                             |
| 214                                   | Susana Perez Conejero‏                 | 97                                    |
| 215                                   | Elena Perez Munoz‏                     | لم يكمل السباق-2                      |
| 216                                   | Laura Tenorio‏                         | لم يكمل السباق-2                      |

| موفيستار للسيدات ‏ MOV | موفيستار للسيدات ‏ MOV | موفيستار للسيدات ‏ MOV |
| --------------------- | --------------------- | --------------------- |
| م                     | عداء                  | مرتبة                 |
| 1                     | أنيميك فان فليوتن     | 1                     |
| 2                     | Katrine Aalerud ‏      | 42                    |
| 3                     | أود بيانيك            | 77                    |
| 4                     | سارا مارتين           | 33                    |
| 5                     | Emma Norsgaard        | 88                    |
| 6                     | أرلينيس سيرا (طريق)   | 16                    |

| إس دي وركس ‏ SDW | إس دي وركس ‏ SDW     | إس دي وركس ‏ SDW |
| --------------- | ------------------- | --------------- |
| م               | عداء                | مرتبة           |
| 11              | ديمي فوليرينغ       | 3               |
| 12              | Niamh Fisher-Black ‏ | 18              |
| 13              | لوت كوبيكي          | 21              |
| 14              | مارلين رويسر        | 29              |
| 15              | Anna Shackley ‏      | 7               |
| 16              | Blanka Vas ‏ (طريق)  | 28              |

| Lidl–Trek (women's team) ‏ TFS | Lidl–Trek (women's team) ‏ TFS | Lidl–Trek (women's team) ‏ TFS |
| ----------------------------- | ----------------------------- | ----------------------------- |
| م                             | عداء                          | مرتبة                         |
| 21                            | إليسا بالسامو (طريق)          | 30                            |
| 22                            | Elynor Bäckstedt ‏             | لم يبدأ-3                     |
| 23                            | لوسيندا براند                 | 57                            |
| 24                            | أمالي ديديريكسن               | 94                            |
| 25                            | إليسا ونغو بورغيني            | 2                             |
| 26                            | شيرين فان أنروي               | 26                            |

| FDJ–Suez ‏ FSF | FDJ–Suez ‏ FSF              | FDJ–Suez ‏ FSF  |
| ------------- | -------------------------- | -------------- |
| م             | عداء                       | مرتبة          |
| 31            | سيسيلي أوتوب لودفيغ (طريق) | 5              |
| 32            | غريس براون                 | لم يكمل السباق |
| 33            | برودي شابمان               | 11             |
| 34            | Vittoria Guazzini ‏         | 40             |
| 35            | Marie Le Net ‏              | 64             |
| 36            | Évita Muzic ‏               | 43             |

| فريق سنويب للسيدات ‏ DSM | فريق سنويب للسيدات ‏ DSM | فريق سنويب للسيدات ‏ DSM |
| ----------------------- | ----------------------- | ----------------------- |
| م                       | عداء                    | مرتبة                   |
| 41                      | جولييت لابوس            | 9                       |
| 42                      | Francesca Barale ‏       | 41                      |
| 43                      | Léa Curinier ‏           | لم يكمل السباق          |
| 44                      | Megan Jastrab ‏          | 93                      |
| 45                      | ليان ليبرت (طريق)       | 4                       |
| 46                      | فلورتجي ماكايج          | 23                      |

| كانيون–إس آر إيه إم ‏ CSR | كانيون–إس آر إيه إم ‏ CSR | كانيون–إس آر إيه إم ‏ CSR |
| ------------------------ | ------------------------ | ------------------------ |
| م                        | عداء                     | مرتبة                    |
| 51                       | كاتارزينا نيفيادوما      | 10                       |
| 52                       | ألينا أمياليوسيك         | لم يبدأ-2                |
| 53                       | Elise Chabbey ‏           | 8                        |
| 54                       | Mikayla Harvey ‏          | 82                       |
| 55                       | Pauliena Rooijakkers ‏    | 25                       |
| 56                       | سارة روي                 | 51                       |

| يو أي أيه تيم ‏ UAD | يو أي أيه تيم ‏ UAD              | يو أي أيه تيم ‏ UAD |
| ------------------ | ------------------------------- | ------------------ |
| م                  | عداء                            | مرتبة              |
| 61                 | مارغريتا فيكتوريا غارسيا (طريق) | 13                 |
| 62                 | مارتا باستيانيلي                | 48                 |
| 63                 | صوفيا بيرتيزولو                 | 24                 |
| 64                 | Maaike Boogaard ‏                | 65                 |
| 65                 | Laura Tomasi ‏                   | 50                 |
| 66                 | صوفي رايت                       | 32                 |

| جامبو فيسما للسيدات ‏ TJV | جامبو فيسما للسيدات ‏ TJV | جامبو فيسما للسيدات ‏ TJV |
| ------------------------ | ------------------------ | ------------------------ |
| م                        | عداء                     | مرتبة                    |
| 71                       | أنوسكا كوستر             | 22                       |
| 72                       | كارلين آختيريكته         | 63                       |
| 73                       | Amber Kraak ‏             | 17                       |
| 74                       | Linda Riedmann ‏          | 78                       |
| 75                       | Aafke Soet ‏              | لم يبدأ-2                |
| 76                       | Karlijn Swinkels ‏        | لم يبدأ-2                |

| Liv AlUla Jayco ‏ BEX | Liv AlUla Jayco ‏ BEX | Liv AlUla Jayco ‏ BEX |
| -------------------- | -------------------- | -------------------- |
| م                    | عداء                 | مرتبة                |
| 81                   | أني سانستيبان        | 6                    |
| 82                   | Teniel Campbell ‏     | 92                   |
| 83                   | كريستين فولكنر       | لم يكمل السباق       |
| 84                   | Alexandra Manly ‏     | 15                   |
| 85                   | Ruby Roseman-Gannon ‏ | 44                   |
| 86                   | جورجيا وليامز        | 31                   |

| فالكار سيلانس ‏ VAL | فالكار سيلانس ‏ VAL     | فالكار سيلانس ‏ VAL |
| ------------------ | ---------------------- | ------------------ |
| م                  | عداء                   | مرتبة              |
| 91                 | Silvia Persico ‏        | 12                 |
| 92                 | Olivia Baril ‏          | 66                 |
| 93                 | كيارا كونسوني          | 85                 |
| 94                 | Karolina Kumięga ‏      | 75                 |
| 95                 | Federica Piergiovanni ‏ | 49                 |
| 96                 | Elizabeth Stannard ‏    | 34                 |

| ليف ريسينغ ‏ LIV | ليف ريسينغ ‏ LIV          | ليف ريسينغ ‏ LIV |
| --------------- | ------------------------ | --------------- |
| م               | عداء                     | مرتبة           |
| 101             | Valerie Demey ‏           | 62              |
| 102             | ثاليتا دي جونج           | 72              |
| 103             | Marta Jaskulska ‏         | 68              |
| 104             | Tereza Neumanová ‏ (طريق) | 59              |
| 105             | Sabrina Stultiens ‏       | 71              |
| 106             | Quinty Ton ‏              | 55              |

| EF Education–Tibco–SVB ‏ TIB | EF Education–Tibco–SVB ‏ TIB | EF Education–Tibco–SVB ‏ TIB |
| --------------------------- | --------------------------- | --------------------------- |
| م                           | عداء                        | مرتبة                       |
| 111                         | Veronica Ewers ‏             | 14                          |
| 112                         | Letizia Borghesi ‏           | 46                          |
| 113                         | كريستابل دوبيل هيكوك        | لم يكمل السباق-2            |
| 114                         | Sara Poidevin ‏              | 90                          |
| 115                         | Omer Shapira ‏ (طريق)        | 53                          |
| 116                         | لورين ستيفنز                | 52                          |

| Ceratizit Pro Cycling ‏ WNT | Ceratizit Pro Cycling ‏ WNT | Ceratizit Pro Cycling ‏ WNT |
| -------------------------- | -------------------------- | -------------------------- |
| م                          | عداء                       | مرتبة                      |
| 121                        | Marta Lach ‏                | 47                         |
| 122                        | ساندرا ألونسو              | 45                         |
| 123                        | Laura Asencio ‏             | 37                         |
| 124                        | ماريا جوليا كونفالونيري    | 39                         |
| 125                        | حنا نيلسون                 | 86                         |
| 126                        | Lea Lin Teutenberg ‏        | 91                         |

| فريق كوجياس ميتلر لوك برو للدراجات ‏ CGS | فريق كوجياس ميتلر لوك برو للدراجات ‏ CGS | فريق كوجياس ميتلر لوك برو للدراجات ‏ CGS |
| --------------------------------------- | --------------------------------------- | --------------------------------------- |
| م                                       | عداء                                    | مرتبة                                   |
| 131                                     | Hannah Buch ‏                            | 102                                     |
| 132                                     | Ines Cantera‏                            | 89                                      |
| 133                                     | Léa Stern‏                               | لم يكمل السباق-2                        |
| 134                                     | Petra Stiasny ‏                          | لم يكمل السباق                          |
| 135                                     | Gabby Traxler ‏                          | 103                                     |

| تيم كوب هايتك بوردكتس ‏ HPU | تيم كوب هايتك بوردكتس ‏ HPU | تيم كوب هايتك بوردكتس ‏ HPU |
| -------------------------- | -------------------------- | -------------------------- |
| م                          | عداء                       | مرتبة                      |
| 141                        | Caroline Andersson ‏        | 76                         |
| 142                        | Ingvild Gåskjenn ‏          | 36                         |
| 143                        | Ane Iversen‏                | لم يكمل السباق             |
| 144                        | Josie Nelson ‏              | 35                         |
| 145                        | جيسيكا روبرتس              | لم يكمل السباق             |
| 146                        | Nicole Steigenga ‏          | 74                         |

| فريق أونو إكس برو للدراجات للسيدات ‏ UXT | فريق أونو إكس برو للدراجات للسيدات ‏ UXT | فريق أونو إكس برو للدراجات للسيدات ‏ UXT |
| --------------------------------------- | --------------------------------------- | --------------------------------------- |
| م                                       | عداء                                    | مرتبة                                   |
| 151                                     | Joss Lowden ‏                            | 27                                      |
| 152                                     | Marte Berg Edseth ‏                      | 70                                      |
| 153                                     | Julie Norman Leth ‏                      | 73                                      |
| 154                                     | هانا لودفيغ                             | 58                                      |
| 155                                     | Amalie Lutro ‏                           | 98                                      |
| 156                                     | Anne Dorthe Ysland ‏                     | 61                                      |

| رالي سايكلنج ‏ HPW | رالي سايكلنج ‏ HPW          | رالي سايكلنج ‏ HPW |
| ----------------- | -------------------------- | ----------------- |
| م                 | عداء                       | مرتبة             |
| 161               | Nina Buijsman ‏             | 54                |
| 162               | Antri Christoforou ‏ (طريق) | لم يكمل السباق-3  |
| 163               | Evy Kuijpers ‏              | 100               |
| 164               | Barbara Malcotti ‏          | 38                |
| 165               | Marit Raaijmakers ‏         | 56                |
| 166               | Eri Yonamine ‏              | 19                |

| ماسي تكتيك تيم للسيدات ‏ MAT | ماسي تكتيك تيم للسيدات ‏ MAT | ماسي تكتيك تيم للسيدات ‏ MAT |
| --------------------------- | --------------------------- | --------------------------- |
| م                           | عداء                        | مرتبة                       |
| 171                         | Aurela Nerlo ‏               | 83                          |
| 172                         | Maaike Coljé ‏               | لم يكمل السباق              |
| 173                         | Mireia Benito ‏              | لم يكمل السباق-2            |
| 174                         | Nathalie Eklund (cyclist) ‏  | لم يكمل السباق              |
| 175                         | Miryam Núñez ‏               | 60                          |
| 176                         | أندريا راميريز              | 81                          |

| بيزكايا دورانجو ‏ BDP | بيزكايا دورانجو ‏ BDP   | بيزكايا دورانجو ‏ BDP |
| -------------------- | ---------------------- | -------------------- |
| م                    | عداء                   | مرتبة                |
| 181                  | لوسيا غونزاليس بلانكو  | 84                   |
| 182                  | Daniela Campos ‏ (طريق) | 99                   |
| 183                  | Eukene Larrarte ‏       | 96                   |
| 184                  | Irene Mendez‏           | 67                   |
| 185                  | Aileen Schweikart ‏     | 69                   |
| 186                  | Catalina Soto ‏         | 87                   |

| Soltec Team ‏ STC | Soltec Team ‏ STC       | Soltec Team ‏ STC |
| ---------------- | ---------------------- | ---------------- |
| م                | عداء                   | مرتبة            |
| 191              | آنا كيزنهوفر           | 20               |
| 192              | Andrea Alzate‏          | 105              |
| 193              | Wendy Ducreux‏ (طريق)   | لم يكمل السباق-2 |
| 194              | Ana Vitória Magalhães ‏ | لم يكمل السباق   |
| 195              | Rocio Martin‏           | لم يكمل السباق-2 |
| 196              | Manuela Mureșan‏ (طريق) | 101              |

| لابورال كوتكسا-فونداسيون يوسكادي 2022 ‏ LKF | لابورال كوتكسا-فونداسيون يوسكادي 2022 ‏ LKF | لابورال كوتكسا-فونداسيون يوسكادي 2022 ‏ LKF |
| ------------------------------------------ | ------------------------------------------ | ------------------------------------------ |
| م                                          | عداء                                       | مرتبة                                      |
| 201                                        | Yurani Blanco ‏                             | 95                                         |
| 202                                        | تانيا كالفو                                | 106                                        |
| 203                                        | Idoia Eraso ‏                               | 80                                         |
| 204                                        | Ariana Gilabert ‏                           | لم يكمل السباق                             |
| 205                                        | Sandra Gutierrez‏                           | 104                                        |
| 206                                        | Usoa Ostolaza ‏                             | 79                                         |

| ريو مييرا-كانتابريا ديبورتي 2022 ‏ RMC | ريو مييرا-كانتابريا ديبورتي 2022 ‏ RMC | ريو مييرا-كانتابريا ديبورتي 2022 ‏ RMC |
| ------------------------------------- | ------------------------------------- | ------------------------------------- |
| م                                     | عداء                                  | مرتبة                                 |
| 211                                   | Carolina Esteban‏                      | لم يكمل السباق                        |
| 212                                   | Eva Anguela Yágüez ‏                   | لم يكمل السباق                        |
| 213                                   | Mercedes Carmona Ramos‏                | لم يبدأ-2                             |
| 214                                   | Susana Perez Conejero‏                 | 97                                    |
| 215                                   | Elena Perez Munoz‏                     | لم يكمل السباق-2                      |
| 216                                   | Laura Tenorio‏                         | لم يكمل السباق-2                      |

## التصنيف العام النهائي
| التصنيف العام         | التصنيف العام        | التصنيف العام             | التصنيف العام  | التصنيف العام |
| المتسابقة             | المتسابقة            | الفريق                    | الوقت          |               |
| --------------------- | -------------------- | ------------------------- | -------------- | ------------- |
| 1                     | أنيميك فان فليوتن    | موفيستار للسيدات ‏         | 12 س 21 د 46 ث |               |
| 2                     | إليسا ونغو بورغيني   | Lidl–Trek (women's team) ‏ | + 1 د 44 ث     |               |
| 3                     | ديمي فوليرينغ        | إس دي وركس ‏               | + 2 د 11 ث     |               |
| 4                     | ليان ليبرت           | فريق سنويب للسيدات ‏       | + 2 د 34 ث     |               |
| 5                     | سيسيلي أوتوب لودفيغ  | FDJ–Suez ‏                 | + 2 د 43 ث     |               |
| 6                     | أني سانستيبان        | Liv AlUla Jayco ‏          | + 3 د 03 ث     |               |
| 7                     | Anna Shackley ‏       | إس دي وركس ‏               | + 3 د 07 ث     |               |
| 8                     | جولييت لابوس         | فريق سنويب للسيدات ‏       | + 3 د 29 ث     |               |
| 9                     | Elise Chabbey ‏       | كانيون–إس آر إيه إم ‏      | + 3 د 35 ث     |               |
| 10                    | Katarzyna Niewiadoma | كانيون–إس آر إيه إم ‏      | + 3 د 38 ث     |               |
|                       |                      |                           |                |               |
| مصدر: ProCyclingStats |                      |                           |                |               |

### تصنيف النقاط
| تصنيف النقاط          | تصنيف النقاط         | تصنيف النقاط              | تصنيف النقاط | تصنيف النقاط |
| المتسابقة             | المتسابقة            | الفريق                    | النقاط       |              |
| --------------------- | -------------------- | ------------------------- | ------------ | ------------ |
| 1                     | Silvia Persico ‏      | فالكار سيلانس ‏            | 48 نقطة      |              |
| 2                     | لوت كوبيكي           | إس دي وركس ‏               | 48 نقطة      |              |
| 3                     | إليسا ونغو بورغيني   | Lidl–Trek (women's team) ‏ | 44 نقطة      |              |
| 4                     | إليسا بالسامو        | Lidl–Trek (women's team) ‏ | 41 نقطة      |              |
| 5                     | أنيميك فان فليوتن    | موفيستار للسيدات ‏         | 41 نقطة      |              |
| 6                     | ديمي فوليرينغ        | إس دي وركس ‏               | 34 نقطة      |              |
| 7                     | ليان ليبرت           | فريق سنويب للسيدات ‏       | 33 نقطة      |              |
| 8                     | Elise Chabbey ‏       | كانيون–إس آر إيه إم ‏      | 32 نقطة      |              |
| 9                     | Katarzyna Niewiadoma | كانيون–إس آر إيه إم ‏      | 25 نقطة      |              |
| 10                    | سيسيلي أوتوب لودفيغ  | FDJ–Suez ‏                 | 23 نقطة      |              |
|                       |                      |                           |              |              |
| مصدر: ProCyclingStats |                      |                           |              |              |

### تصنيف الجبال
| تصنيف الجبال          | تصنيف الجبال         | تصنيف الجبال              | تصنيف الجبال | تصنيف الجبال |
| المتسابقة             | المتسابقة            | الفريق                    | النقاط       |              |
| --------------------- | -------------------- | ------------------------- | ------------ | ------------ |
| 1                     | لوسيندا براند        | Lidl–Trek (women's team) ‏ | 44 نقطة      |              |
| 2                     | أنيميك فان فليوتن    | موفيستار للسيدات ‏         | 32 نقطة      |              |
| 3                     | سارة روي             | كانيون–إس آر إيه إم ‏      | 22 نقطة      |              |
| 4                     | ليان ليبرت           | فريق سنويب للسيدات ‏       | 20 نقطة      |              |
| 5                     | Katarzyna Niewiadoma | كانيون–إس آر إيه إم ‏      | 16 نقطة      |              |
| 6                     | إليسا ونغو بورغيني   | Lidl–Trek (women's team) ‏ | 16 نقطة      |              |
| 7                     | ديمي فوليرينغ        | إس دي وركس ‏               | 15 نقطة      |              |
| 8                     | أرلينيس سيرا         | موفيستار للسيدات ‏         | 9 نقطة       |              |
| 9                     | Elise Chabbey ‏       | كانيون–إس آر إيه إم ‏      | 7 نقطة       |              |
| 10                    | Emma Norsgaard       | موفيستار للسيدات ‏         | 6 نقطة       |              |
|                       |                      |                           |              |              |
| مصدر: ProCyclingStats |                      |                           |              |              |

## تصنيف الفرق

### الفرق حسب الوقت
| تصنيف الفرق حسب الوقت | تصنيف الفرق حسب الوقت     | تصنيف الفرق حسب الوقت | تصنيف الفرق حسب الوقت |
| الفريق                | الفريق                    | الوقت                 |                       |
| --------------------- | ------------------------- | --------------------- | --------------------- |
| 1                     | إس دي وركس ‏               | 36 س 27 د 46 ث        |                       |
| 2                     | FDJ–Suez ‏                 | + 5 د 45 ث            |                       |
| 3                     | فريق سنويب للسيدات 2022 ‏  | + 6 د 09 ث            |                       |
| 4                     | كانيون–إس آر إيه إم ‏      | + 6 د 38 ث            |                       |
| 5                     | Liv AlUla Jayco ‏          | + 9 د 28 ث            |                       |
| 6                     | موفيستار للسيدات 2022 ‏    | + 10 د 29 ث           |                       |
| 7                     | Lidl–Trek (women's team) ‏ | + 18 د 49 ث           |                       |
| 8                     | يو أي أيه تيم 2022 ‏       | + 19 د 12 ث           |                       |
| 9                     | جامبو فيسما للسيدات 2022 ‏ | + 31 د 48 ث           |                       |
| 10                    | فالكار ترافل سيرفس 2022 ‏  | + 32 د 05 ث           |                       |
|                       |                           |                       |                       |
| مصدر: ProCyclingStats |                           |                       |                       |

## وصلات خارجية
- الموقع الرسمي
- لمحة عن سباق سباق سيراتزيت تشالنج 2022 على موقع  ProCyclingStats   (برو  سايكلنج  ستاتس) - إحصاءات  محترفي  الدراجات.
- سباق سيراتزيت تشالنج 2022 على موقع إحصائيات الدراجات الإحترافية (الإنجليزية)